# Plantain (Insel)
Plantain (englisch Plantain Island) ist eine Insel, die zum westafrikanischen Staat Sierra Leone gehört. Sie liegt westlich des afrikanischen Festlandes und gehört zum Chiefdom Kagboro im Distrikt Moyamba der Provinz Southern.
Die Insel ist maximal 1,3 Kilometer lang, knapp 430 Meter breit und umfasst eine Fläche von etwa 0,24 Quadratkilometern. Sie ist in den östlichen etwa drei Vierteln dicht besiedelt, von feinen Sandstränden umgeben und im Westen von immergrünem Buschland bedeckt. Sie ist nach der Kochbanane (Plantain) benannt.
Plantain war im 18. und 19. Jahrhundert ein wichtiger Umschlagplatz für Sklaven. Hier befindet sich mit den Ruinen von John Newtons Haus und Sklavenbaracken ein Nationaldenkmal Sierra Leones.
0,5 Kilometer westlich von Plantain befindet sich die unbewohnte Insel Gilmorris.